# Aztatepec
Aztatepec är en ort i Mexiko.   Den ligger i kommunen Quechultenango och delstaten Guerrero, i den södra delen av landet, 230 km söder om huvudstaden Mexico City. Aztatepec ligger 1 668 meter över havet och antalet invånare är 990.
Terrängen runt Aztatepec är bergig. Runt Aztatepec är det glesbefolkat, med 15 invånare per kvadratkilometer. Närmaste större samhälle är Quechultenango, 6,0 km nordost om Aztatepec. I omgivningarna runt Aztatepec växer huvudsakligen savannskog.